# سقلمه
سُقُلمِه (انگلیسی: Nudge) کتابی نوشته برنده جایزه نوبل اقتصاد، ریچارد تیلر و کَس سانستاین است. در این کتاب نحوه تصمیم‌گیری غیر منطقی و انتخاب‌های غیرعقلانی مردم بررسی شده‌است.